# توماس قاولد (عازف كمان)
توماس قاولد (بالإنجليزية: Thomas Gould)‏ هو عازف كمان بريطاني، ولد في 1983 في لندن في المملكة المتحدة.

## وصلات خارجية
- الموقع الرسمي
- توماس غولد على موقع ميوزك برينز (الإنجليزية)
- توماس غولد على موقع ديسكوغز (الإنجليزية)